# كأس فنلندا 2015
كأس فنلندا 2015 (بالفنلندية: Jalkapallon Suomen Cup 2015)‏ هو الموسم 61 من كأس فنلندا. أقيم خلال الفترة 1 يناير 2015 وحتى 26 سبتمبر 2015، وأشرف على تنظيمه اتحاد فنلندا لكرة القدم، وكان عدد الأندية المشاركة فيه 132، وفاز فيه نادي ماريهامن.